# اطلاعات
اِطّلاعات، اَزدایش (به فرانسوی: informations) در کوتاه‌ترین تعریف، «داده‌های پردازش‌شده» است. داده‌ها مواد خام بِالقوه معنی‌داری هستند که ما آن‌ها را در راستای شناخت و فهم هر مفهوم مادی یا غیرمادی، به واسطهٔ روش‌های پژوهشی، و با استفاده از ابزارهای شناختی به دست می‌آوریم. داده، یک شرح مقدماتی از یک پدیده، اتفاق، فعالیت یا تعاملات است که ثبت‌شده، دسته‌بندی‌شده و ذخیره شده‌است؛ اما سازماندهی‌نشده و برای یک منظور مشخص آماده نشده‌است. داده‌ها عناصر اصلی اطلاعات هستند. داده‌ها در صورتی به اطلاعات، تبدیل می‌شوند که افراد بخواهند برای درک بیشتر از آن‌ها استفاده کنند. اطلاعات، داده‌های خلاصه‌ای هستند که گروه‌بندی، ذخیره، پالایش و سازماندهی شده‌اند تا بتوانند معنی‌دار شوند. اطلاعات ز
مانی ارزش پیدا می‌کنند که برای یک بُعد خاص، یک فرد خاص، یک هدف خاص و در زمان خاص گردآوری و آماده شوند، لذا اطلاعاتی که برای یک مدیر، جنبهٔ اطلاعاتی دارد، برای مدیر دیگر ممکن است اصلاً ارزشی نداشته باشد.
بدین ترتیب، اطلاعات، آگاهی‌های به‌دست‌آمده از عنصرها و رویدادهای جهان هستی است. به زبان محدود تکنیکی، مجموعه‌ای از نمادهای زبانی معنی‌دار و پیوسته دربارهٔ موجودات است. در زبان انگلیسی، اطلاعات از نظمی ساختاری و ذاتی (به انگلیسی: information) خبر می‌دهد.
از منظر فلسفه، اطّلاعات مفهومی چندشکلی (به انگلیسی: polymorphic) و چندمعنایی (به انگلیسی: polysemantic) است.

## مفاهیم در طول اطلاعات
- علم
- دانش

## مفاهیم در عرض اطلاعات
- نظریهٔ اطلاعات
- بیت اطلاعات کاربر
- معماری اطلاعات
- دانش اطلاعات
- فلسفهٔ اطلاعات
- آلودگی اطلاعات
- اقتصاد اطلاعات
- بازیابی اطلاعات
- پردازش اطلاعات
- فناوری اطلاعات
- علوم کتابداری و اطلاع‌رسانی